# Keyword-Advertising
Keyword-Advertising ist eine Internet-Werbeform, bei der Werbemittel auf den Webseiten abhängig von den individuellen Schlüsselwörtern (Keywords) angezeigt werden. Sie kommt daher insbesondere bei (Such-)Portalen zum Einsatz.

## Angebotsform
Anders als die Buchung von Werbebannern ist Keyword-Advertising von den Anbietern als Mengengeschäft angelegt, das auf geringen Abwicklungsaufwand hin optimiert ist. Die Schaltung erfolgt deshalb unmittelbar durch den Werbetreibenden über den Direktzugriff auf Online-Verwaltungstools. Auch die Buchungs- und Abrechnungsmodelle des Keyword-Advertising weichen von den bei Werbebannern üblichen Verfahren ab. So werden die Anzeigen zumeist nicht nach Sichtkontakten („Ad Impressions“) abgerechnet („Tausend-Kontakt-Preis“), sondern pro tatsächlich verfolgtem Link („Cost per Click“).
Im Keyword-Advertising stehen Text-, Bild, Flash- und Videoanzeigen zur Verfügung, wobei für die Einblendung auf Suchergebnisseiten bisher nur Textanzeigen möglich sind.

## Praxisprobleme
Wie jede Cost-per-Click-basierte Abrechnungsform verlangt Keyword-Advertising besondere Schutzvorkehrungen. Verhindert werden muss zum einen die Schädigung des Werbetreibenden durch vorsätzlich missbräuchliche Klicks in großer Zahl, zum Beispiel durch Wettbewerber. Zum anderen werden die Textanzeigen von den Suchmaschinenanbietern auch auf die Websites von Drittanbietern eingespielt, die am Werbeumsatz beteiligt sind und so ihre Erlöse durch gezielte Klicks erhöhen könnten. Beidem soll durch eine softwaregestützte Analyse und Korrektur der Abrechnungsdaten begegnet werden.
Für die Werbetreibenden bedeutet Keyword-Advertising wegen des fortgesetzten Optimierungsbedarfs hohen Betreuungsaufwand. So muss durch Auswahl der Suchbegriffe, Formulierung der Textanzeige und laufende Überwachung der erzielten Besucherstruktur sichergestellt werden, dass die Quote fehlgeleiteter Besucher minimiert wird. Gleichzeitig muss der Platzierungsrang innerhalb der Anzeigen laufend überprüft und an das aktuelle Preisniveau angepasst werden.
Rechtlich ist beim Keyword-Advertising umstritten, ob als Schlüsselwörter auch geschützte Marken oder die Firmennamen von Wettbewerbern verwendet werden dürfen. Hier hat sich noch keine einheitliche Rechtsprechung durchgesetzt. Um eine europaweit gültige rechtliche Klärung herbeizuführen, legte der österreichische Oberste Gerichtshof den Fall „Bergspechte“ dem Europäischen Gerichtshof (EuGH) zur Vorab-Entscheidung vor (OGH 20. Mai 2008, Aktenzahl 17 Ob 3/08b). Ebenso entschied der deutsche Bundesgerichtshof für das Markenrecht in einer Entscheidung vom 22. Jan. 2009, Aktenzeichen I ZR 125/07 - Bananabay. Bei der Verwendung von Unternehmenskennzeichen (BGH, Urteil vom 22. Jan. 2009, I ZR30/07 - Beta Layout) und beschreibenden Begriffen (BGH, Urteil vom 22. Jan. 2009, I ZR 139/07 - pcb) verneint der Bundesgerichtshof eine Rechtsverletzung, wenn in der Anzeige das fremde geschützte Kennzeichen nicht wiederholt wird.